# Lon Luvois Fuller
Lon Luvois Fuller (ur. 15 czerwca 1902 w Hereford  zm. 8 kwietnia 1978) – amerykański teoretyk prawa, od 1940 profesor Harvard University w Cambridge autor książki Moralność prawa (1964).
Był krytykiem pozytywizmu prawniczego. Jednakże jego zdaniem prawo naturalne nie stoi ponad prawem pozytywnym, natomiast oba wzajemnie się uzupełniają. Definiował prawo jako próbę podporządkowania ludzkich zachowań ogólnym zasadom. Był przy tym orędownikiem upodmiotowienia adresatów prawa, krytykując pozytywistów za ich tendencje do uprzedmiotawiania. Jego zdaniem prawo, aby mogło być dobrym prawem, musi spełniać, bądź przynajmniej dążyć do spełnienia, określonych warunków. Zasady te Fuller nazywał formalnym prawem natury lub wewnętrzną moralnością prawa. Jego zdaniem prawo powinno:
1. być ogólne – normy prawa powinny być uniwersalne (abstrakcyjne) a nie kazuistyczne (konkretne), tzn. nie formułowane ad hoc, dla konkretnej osoby czy sytuacji,
2. być ogłoszone – normy prawa powinny być znane, każdy winien mieć możliwość dotarcia do ich treści,
3. dotyczyć jedynie zachowań przyszłych, nie zaś przeszłych (prawo nie powinno działać wstecz),
4. być jasne – zrozumiałe w swoich sformułowaniach,
5. być niesprzeczne – nie może jednocześnie wymagać zachowań sprzecznych,
6. być możliwe do realizacji - wymagania prawa powinny być nie tylko obiektywne, ale i realne,
7. być stabilne – nie powinno zmieniać się zbyt często,
8. zapewniać zgodność między działaniem urzędowym a obowiązującymi normami (postulat zgodności) - praworządność ma charakter zbiorowy, dlatego musi być odpowiednio zabezpieczona, np. poprzez reguły wykładni, wnioskowań inferencyjnych etc. Chronią one przed dobrowolnym interpretowaniem i odgadywaniem intencji prawodawcy. Jakkolwiek, z jednej strony Fuller nie neguje twórczego podejścia do stosowania prawa (np. przez sędziów) i postuluje ocenę pracy na podstawie wyników, a z drugiej zastrzega, że stanowienie prawa przez prawodawcę musi być rozważne.

Te warunki decydują o wewnętrznej moralności prawa, nie przesądzając, jakim celom prawo to ma służyć. Wszystkie osiem reguł ma charakter koniunkcyjny, w związku z czym rażące łamanie choćby jednej, oznacza, że system prawny nie może być oceniony jako dobry i moralny.  Dla Fullera wewnętrzna moralność jest warunkiem koniecznym istnienia porządku prawnego, jest prawem naturalnym, które trzeba spełnić, żeby w ogóle prawo istniało. Prawo, jak twierdził Fuller, nie pochodzi z „nieba” ani nie wynika "z natury", gdyż jego źródło tkwi w człowieku i społeczeństwie. W dużej mierze zależy od  panującej kultury i aktualnego kontekstu, co znaczy, że nie jest dane raz na zawsze i niezmienne, ale żywe i zmieniające się. Za sprawą tego, jego koncepcja wpisuje się do nurtu prawa natury o zmiennej treści. Moralność praw w rozumieniu klasycznych doktryn prawa naturalnego (np. nie zabijaj, nie kradnij etc.) określa mianem zewnętrznej moralności prawa (prawo naturalne o charakterze materialnym). Oznacza to również, że nie neguje ich istnienia, a postuluje ograniczenie uniwersalności do substancjalnego minimum absolutystycznego. Zarówno zewnętrzna, jak i wewnętrzna moralność prawna wynikają z płynnego kontinuum składającego się z moralności obowiązku (klasyczne rozumienie moralności reprezentowane np. przez Dekalog czy koncepcje Platona) i moralności aspiracji (moralności tego typu nauczał Sokrates). Granica między nimi jest płynna i subtelna, jakkolwiek wewnętrzna moralność prawa w większym stopniu koresponduje z moralnością aspiracji, której moralność zewnętrzna prawa nie uwzględnia w stopniu dostatecznym.
Prace:
- Basic Contract Law (1947)
- The Case of the Speluncean Explorers (1949)
- The Problems of Jurisprudence (1949)
- The Morality of Law (1964)
- Anatomy of the Law' (1968)